# Teca interna
la teca follicolare interna è composta da cellule stromali, si tratta della parte interna della teca follicolare, la più vascolarizzata.

## Fisiologia
Produce androstenedione che poi verrà trasformato in estradiolo dalle cellule della granulosa grazie all'enzima aromatasi.